# Niacin
A niacin (INN), nikotinsav (IUPAC: nicotinic acid), más néven B3-vitamin  vízben oldódó vitamin, melynek jelentős szerepe van a sejtek energia-háztartásában és a DNS-lánc kijavításában. A legújabb kutatások szerint a niacin egy természetes koleszterinszint-szabályozó anyag.
A VIII. Magyar Gyógyszerkönyvben  Acidum nicotinicum    néven hivatalos.  

## Hatása
Értágító hatású, emellett, hosszabb ideig, nagy adagokban alkalmazva fokozza a koleszterin kiválasztását, csökkenti az LDL termelést és a koleszterinszintézist. Csökkenti a lipolízist és ebből adódóan a reészterifikációra kerülő szabadzsírsav szintet.

## Felfedezése
A niacint mint vegyületet első alkalommal nikotin oxidációjával állították elő. Maga az elnevezés az angol NIcotin ACid vitamIN kifejezés egyes betűinek összevonásából jött létre (nikotinsav-vitamin).

## A niacin hiánya
A niacinhiány által okozott betegség a pellagra.

## Toxicitás
Napi 1,5-6 gramm niacin bevétele kellemetlen mellékhatásokkal járhat, köztük arcpír, viszketés, száraz bőr, diszpepszia, aritmia, születési rendellenességek. Az arcpír, viszketés és hányinger már 50mg-os dózis bevételénél is előfordulhat.

## Niacin-amid
A niacin nem keverendő össze a niacin-amiddal vagy nikotin-amiddal. A legtöbb vitaminkészítményben niacin helyett niacin-amidot találunk, ami a nikotinsav savamidja. Ennek az anyagnak a használata azért terjedt el széles körben, mert nem okoz bőrpírt. Egyes vélemények szerint viszont nem olyan hatékony, mint a niacin.